# Diseño de experiencia de usuario
El diseño de la experiencia del usuario (diseño UX, UXD, UED o XD) es el proceso de definir la experiencia que viviría un usuario al interactuar con una empresa, sus servicios y sus productos. Las decisiones de diseño en el diseño UX suelen estar impulsadas por la investigación, el análisis de datos y los resultados de pruebas, más que por preferencias y opiniones estéticas. A diferencia del diseño de interfaz de usuario, que se centra únicamente en el diseño de una interfaz informática, el diseño de UX abarca todos los aspectos de la experiencia percibida por un usuario con un producto o sitio web, como su usabilidad, utilidad, deseabilidad, percepción de la marca y rendimiento general. El diseño UX es también un elemento de la experiencia del cliente (CX), que abarca todos los aspectos y etapas de la experiencia e interacción de un cliente con una empresa. En los últimos años, se ha complementado con el diseño de contenidos (Content Design) y el UX Writing (para microcontenidos, placeholders y espacios de texto más técnicos de la interfaz). 

## Historia
El campo del diseño de la experiencia del usuario es una disciplina de diseño conceptual y tiene sus raíces en los factores humanos y la ergonomía, un campo que, desde finales de la década de 1940, se ha centrado en la interacción entre los usuarios humanos, las máquinas y los entornos contextuales para diseñar sistemas que aborden la experiencia del usuario. Con la proliferación de los ordenadores en el lugar de trabajo a principios de la década de 1990, la experiencia del usuario empezó a convertirse en una visión positiva para los diseñadores. Donald Norman, profesor e investigador en diseño, usabilidad y ciencia cognitiva, acuñó el término "experiencia de usuario" y lo hizo llegar a un público más amplio.

I invented the term because I thought human interface and usability were too narrow. I wanted to cover all aspects of the person's experience with the system including industrial design graphics, the interface, the physical interaction and the manual. Since then the term has spread widely, so much so that it is starting to lose its meaning.
Donald Norman

Existe un debate en la comunidad del diseño de experiencias con respecto a su enfoque, provocado en parte por el estudioso y practicante del diseño, Don Norman. Norman afirma que cuando los diseñadores describen a las personas solo como clientes, consumidores y usuarios, los diseñadores corren el riesgo de disminuir su capacidad para hacer un buen diseño.

## Elementos
El diseño de la experiencia del usuario se basa en enfoques de diseño como la interacción humano-computadora y el diseño centrado en el usuario, e incluye elementos de disciplinas similares como el diseño de interacción, el diseño visual, la arquitectura de la información, la investigación del usuario y otros.

### Investigación
La investigación es comprender al usuario final y el propósito de la aplicación. Aunque esto puede parecer claro para el diseñador, dar un paso atrás y empatizar con el usuario producirá los mejores resultados.
Ayuda a identificar y probar o refutar mis suposiciones, encontrar puntos en común entre los miembros de la audiencia objetivo y reconocer sus necesidades, objetivos y modelos mentales.

### Diseño visual
El diseño visual, también conocido comúnmente como diseño gráfico, diseño de interfaz de usuario, diseño de comunicación y comunicación visual, representa la estética o la apariencia de la parte frontal de cualquier interfaz de usuario . El tratamiento gráfico de los elementos de la interfaz a menudo se percibe como el diseño visual. El propósito del diseño visual es utilizar elementos visuales como colores, imágenes y símbolos para transmitir un mensaje a su audiencia. Los fundamentos de la psicología de la Gestalt y la percepción visual brindan una perspectiva cognitiva sobre cómo crear una comunicación visual efectiva.

### Arquitectura informacional
La arquitectura de la información es el arte y la ciencia de estructurar y organizar la información en productos y servicios para respaldar la usabilidad y la capacidad de búsqueda .
En el contexto de la arquitectura de la información, la información está separada tanto del conocimiento como de los datos, y se encuentra nebulosamente entre ellos. Es información sobre objetos. Los objetos pueden variar desde sitios web, aplicaciones de software, imágenes y otros. También se ocupa de los metadatos : términos utilizados para describir y representar objetos de contenido, como documentos, personas, procesos y organizaciones. La arquitectura de la información también abarca cómo se estructuran las páginas y la navegación.

### Diseño de interacción
Es bien sabido que el componente del diseño de interacción es una parte esencial del diseño de la experiencia del usuario (UX), centrándose en la interacción entre los usuarios y los productos. El objetivo del diseño de interacción es crear un producto que genere una experiencia de usuario final eficiente y placentera al permitir que los usuarios logren sus objetivos de la mejor manera posible
El gran énfasis actual en el diseño centrado en el usuario y el fuerte enfoque en mejorar la experiencia del usuario han hecho que los diseñadores de interacción sean fundamentales para conceptualizar productos que coincidan con las expectativas del usuario y cumplan con los estándares de los últimos patrones y componentes de interfaz de usuario.
En los últimos años, el rol del diseñador de interacción ha pasado de centrarse solo en especificar los componentes de la interfaz de usuario y comunicarlos a los ingenieros a una situación en la que los diseñadores tienen más libertad para diseñar interfaces contextuales basadas en ayudar a satisfacer las necesidades del usuario. Por lo tanto, el diseño de la experiencia del usuario se convirtió en una rama del diseño multidisciplinario que involucra múltiples aspectos técnicos, desde el diseño de gráficos en movimiento y la animación hasta la programación .

### Usabilidad
La usabilidad es la medida en que un producto puede ser utilizado por usuarios específicos para lograr objetivos específicos con eficacia, eficiencia y satisfacción en un contexto de uso específico.
La usabilidad está unida a todas las herramientas utilizadas por humanos y se extiende tanto a dispositivos digitales como no digitales. Por lo tanto, es un subconjunto de la experiencia del usuario, pero no está totalmente contenido. La sección de usabilidad que se cruza con el diseño de la experiencia del usuario está relacionada con la capacidad de los humanos para usar un sistema o aplicación. La buena usabilidad es esencial para una experiencia de usuario positiva, pero no la garantiza por sí sola.

### Accesibilidad
La accesibilidad de un sistema describe su facilidad de acceso, uso y comprensión. En términos de diseño de la experiencia del usuario, también se puede relacionar con la comprensión general de la información y las características. Ayuda a acortar la curva de aprendizaje asociada con el sistema. La accesibilidad en muchos contextos puede estar relacionada con la facilidad de uso para las personas con discapacidad y se incluye en la usabilidad. Además, el diseño accesible es el concepto de servicios, productos o instalaciones en los que los diseñadores deben adaptarse y tener en cuenta las necesidades de las personas con discapacidad. De acuerdo con las Pautas de Accesibilidad al Contenido Web (WCAG), todo el contenido debe seguir los cuatro principios fundamentales de POUR: Perceptible, Operable, Comprensible y Robusto.

#### Cumplimiento de las WCAG
Las Pautas de Accesibilidad al Contenido Web (WCAG) 2.0 cubren una amplia gama de recomendaciones para hacer que el contenido Web sea más accesible. Esto hace que el contenido web sea más útil para los usuarios en general. Hacer que el contenido sea más utilizable y fácilmente accesible para todos los tipos de usuarios mejora la experiencia general del usuario.

### La interacción persona-ordenador
La interacción humano-computadora se ocupa del diseño, evaluación e implementación de sistemas informáticos interactivos para uso humano y del estudio de los principales fenómenos que los rodean.
Preparándose para diseñar
Después de la investigación, el diseñador utiliza el modelado de los usuarios y sus entornos. El modelado de usuarios o personas son arquetipos compuestos basados en patrones de comportamiento descubiertos durante la investigación. Las personas brindan a los diseñadores una forma precisa de pensar y comunicarse sobre cómo se comportan los grupos de usuarios, cómo piensan, qué quieren lograr y por qué. Una vez creadas, las personas ayudan al diseñador a comprender los objetivos de los usuarios en contextos específicos, lo que es particularmente útil durante la ideación y para validar conceptos de diseño. Otros tipos de modelos incluyen modelos de flujo de trabajo, modelos de artefactos y modelos físicos.
Diseño
Cuando el diseñador tiene un conocimiento firme de las necesidades y los objetivos del usuario, comienza a esbozar el marco de interacción (también conocido como wireframes ). Esta etapa define la estructura de alto nivel de los diseños de pantalla, así como el flujo, el comportamiento y la organización del producto. Hay muchos tipos de materiales que pueden estar involucrados durante esta fase iterativa, desde pizarras hasta prototipos de papel. Como el marco de interacción establece una estructura general para el comportamiento del producto, un proceso paralelo se centró en los diseños visuales e industriales. El marco de diseño visual define los atributos de la experiencia, el lenguaje visual y el estilo visual.
Una vez que se establece un marco sólido y estable, los wireframes se traducen de guiones gráficos esbozados a pantallas de resolución completa que representan la interfaz de usuario a nivel de píxel. En este punto, es fundamental que el equipo de programación colabore estrechamente con el diseñador. Su aporte es necesario para crear un diseño terminado que pueda y será construido sin dejar de ser fiel al concepto.[cita requerida]
Probar e iterar
Las pruebas de usabilidad se llevan a cabo dando a los usuarios varias tareas para realizar en los prototipos. Cualquier asunto o problema que enfrenten los usuarios se recopila como notas de campo y estas notas se utilizan para realizar cambios en el diseño y reiterar la fase de prueba. Además de los problemas de monitoreo, también se anotan las preguntas realizadas por los usuarios para identificar posibles puntos de confusión. Las pruebas de usabilidad son, en esencia, un medio para "evaluar, no crear".

## Entregables de UX
Los diseñadores de UX realizan una serie de tareas diferentes y, por lo tanto, utilizan una variedad de entregables para comunicar sus ideas de diseño y los resultados de la investigación a las partes interesadas. En cuanto a los documentos de especificación de UX, estos requisitos dependen del cliente o de la organización involucrada en el diseño de un producto. Los cuatro entregables principales son: una página de título, una introducción a la función, esquemas y un historial de versiones. Según el tipo de proyecto, los documentos de especificación también pueden incluir modelos de flujo, modelos culturales, personajes, historias de usuarios, escenarios y cualquier investigación previa de usuarios.
Los productos que los diseñadores de UX producirán como parte de su trabajo incluyen wireframes, prototipos, diagramas de flujo de usuarios, documentos técnicos y de especificaciones, sitios web y aplicaciones, maquetas, presentaciones, perfiles de usuarios, videos y, en menor grado, informes. La documentación de las decisiones de diseño, en forma de estructuras alámbricas anotadas, brinda al desarrollador la información necesaria que puede necesitar para codificar el proyecto con éxito.
Seguimiento al lanzamiento del proyecto
Requiere:
- Pruebas de usuario/pruebas de usabilidad
- Pruebas A/B
- Arquitectura informacional
- Sitemaps y flujos de usuarios
- Wireframing adicional como resultado de los resultados de las pruebas y ajustes[30]

## Partes interesadas de UX
Un diseñador de experiencia de usuario se considera un profesional de UX, junto con los siguientes títulos de trabajo: investigador de experiencia de usuario, arquitecto de información, diseñador de interacción, ingeniero de factores humanos, analista de negocios, consultor, director creativo, arquitecto de interacción y especialista en usabilidad.
Los diseñadores de interacción (IxD) son los encargados de comprender y especificar cómo debe comportarse el producto. Este trabajo se superpone con el trabajo de diseñadores visuales e industriales en un par de formas importantes. Al diseñar productos físicos, los diseñadores de interacción deben trabajar con los diseñadores industriales desde el principio para especificar los requisitos de los insumos físicos y comprender los impactos en el comportamiento de los mecanismos detrás de ellos. Los diseñadores de interacción se cruzan con los diseñadores visuales a lo largo del proyecto. Los diseñadores visuales guían las discusiones sobre la marca y los aspectos emotivos de la experiencia, los diseñadores de interacción comunican la prioridad de la información, el flujo y la funcionalidad en la interfaz.

### Comunicadores técnicos
Históricamente, la comunicación técnica y profesional (TPC) ha sido como una industria que practica la escritura y la comunicación. Sin embargo, recientemente el diseño de UX se ha vuelto más prominente en TPC ya que las empresas buscan desarrollar contenido para una amplia gama de audiencias y experiencias. Ahora se espera que las habilidades técnicas y profesionales se combinen con el diseño de UX. Según Verhulsdonck, Howard y Tham, "... no basta con escribir buen contenido. De acuerdo con las expectativas de la industria, además de escribir buen contenido, ahora también es crucial diseñar buenas experiencias en torno a ese contenido". Los comunicadores técnicos ahora deben considerar diferentes plataformas como redes sociales y aplicaciones, así como diferentes canales como web y móvil.

### Diseñadores de interfaz de usuario
El diseño de la interfaz de usuario (UI) es el proceso de crear interfaces en software o dispositivos computarizados con un enfoque en la apariencia o el estilo. Los diseñadores tienen como objetivo crear diseños que los usuarios encuentren fáciles de usar y agradables. El diseño de la interfaz de usuario generalmente se refiere a las interfaces gráficas de usuario, pero también incluye otras, como las controladas por voz.

### Diseñadores visuales
El diseñador visual se asegura de que la representación visual del diseño comunique de manera efectiva los datos y sugiera el comportamiento esperado del producto. Al mismo tiempo, el diseñador visual es responsable de transmitir los ideales de la marca en el producto y de crear una primera impresión positiva; esta responsabilidad es compartida con el diseñador industrial si el producto involucra hardware. En esencia, un diseñador visual debe apuntar a la máxima usabilidad combinada con la máxima deseabilidad. El diseñador visual no necesita ser bueno en habilidades artísticas, pero debe entregar el tema de una manera deseable.

## Experiencia de usuario en videojuegos
Los videojuegos se basan en tácticas de diseño de experiencia de usuario y son clave para su éxito. La experiencia del usuario ha mejorado en los juegos al proporcionar a las personas una mayor calidad de imagen y resolución. En el pasado, los sistemas de juego originales de Nintendo tenían gráficos muy borrosos y distorsionados y no proporcionaban a los usuarios un contenido gráfico claro en pantalla. Los usuarios y desarrolladores de juegos querían algo más que una imagen distorsionada para controlar en una plataforma 2D. Con nuevos deseos de brindar a los jugadores una mejor experiencia de usuario e interfaz de usuario, surgió la creación de un nuevo diseño de juegos en 3D. La adición de un sistema de imágenes en 3D brindó a los diseñadores nuevas opciones de uso y permitió a los jugadores de juegos en 3D explorar un mapa virtual en 3D, como en Mario Bros. Esta nueva animación 3D fue solo la chispa que encendería el fuego para el avance del contenido gráfico por venir y también resultó en imágenes de juego más realistas y orientadas al mundo real.
A medida que se lanzan más consolas, la interfaz gráfica de usuario aumenta considerablemente. Las consolas como PlayStation 4 y Xbox One son las últimas consolas de próxima generación que presentan gráficos realistas que dan como resultado una experiencia de usuario más emocionante para los jugadores. Los juegos que incluyen gráficos de alto nivel son Grand Theft Auto V, NBA 2K19 y Madden NFL 19 . En Madden y NBA, los usuarios pueden jugar con sus jugadores deportivos favoritos de la vida real que casi se ven exactamente iguales. La imagen de los juegos incluso captura tatuajes y ciertos rasgos faciales distintivos que se encuentran en la versión de la vida real de los personajes de los videojuegos. Además, las mejoras en la historia han dado como resultado que las interfaces de usuario de los videojuegos obtengan comentarios populares de los fanáticos y contribuyan al logro del juego en su conjunto. Según Robin Burks, "jugar a un videojuego implica más interacción que ver una película o una serie de televisión. Por ejemplo, las escenas se detienen cuando los jugadores se ven obligados a decidir quién vive y quién muere: y, a veces, los jugadores deben tomar esa decisión rápidamente. Esta interacción significa que el jugador se convierte en parte de la historia y no solo en un participante inactivo". La rápida toma de decisiones y el enfoque innovador de las historias de los videojuegos impactan la forma en que los jugadores dan forma a su propia experiencia de usuario. En algunas circunstancias, los usuarios podrían enfrentarse a elegir la vida o la muerte entre dos de sus personajes favoritos. Para los jugadores que se involucran emocionalmente en sus juegos, esto les anima las cosas y los deja con una decisión difícil.

## Probando el diseño
Las pruebas de usabilidad son el método más común utilizado por los diseñadores para probar sus diseños. La idea básica detrás de realizar una prueba de usabilidad es verificar si el diseño de un producto o marca funciona bien con los usuarios objetivo. Al realizar las pruebas de usabilidad, se prueban dos cosas: si el diseño del producto es exitoso y, si no lo es, cómo se puede mejorar.
Mientras los diseñadores están probando, están probando el diseño y no el usuario. Además, cada diseño está evolucionando.[cita requerida] Los diseñadores llevan a cabo pruebas de usabilidad en cada etapa del proceso de diseño y tan pronto como sea posible.

## Otras lecturas
- Buxton, Bill (2010). Sketching User Experiences: Getting the Design Right and the Right Design. pp. 436. ISBN 978-0-12-374037-3.
- Cooper, Alan (1999). The Inmates Are Running the Asylum: Why High-Tech Products Drive Us Crazy and How to Restore the Sanity. p. 261. ISBN 978-0-672-31649-4.
- Cooper, Alan; Reimann, Robert; Cronin, David; Noessel, Christopher (2014). About Face: The Essentials of Interaction Design (4th edición). ISBN 978-1-118-76657-6.
- Curedale, Robert (2018). Mapping Methods 2: Step-by-step guide Experience Maps Journey Maps Service Blueprints Affinity Diagrams Empathy Maps Business Model Canvas (2nd edición). ISBN 978-1-940805-37-5.
- Moggridge, Bill (2006). Designing Interactions. pp. 766. ISBN 978-0-262-13474-3.
- Moser, Christian (2008). User Experience Design: Mit erlebniszentrierter Softwareentwicklung zu Produkten, die begeistern. p. 252. ISBN 978-3-642-13362-6.
- Norman, Donald (2013). The Design of Everyday Things. p. 351. ISBN 978-0-465-06710-7.
- Tidwell, Jenifer (2005). Designing Interfaces. p. 332. ISBN 978-1-4493-7970-4.

- Datos: Q11248500